# Siergiej Gusiew (hokeista)
Siergiej Władimirowicz Gusiew, ros. Сергей Владимирович Гусев (ur. 31 lipca 1975 w Niżnym Tagile) – rosyjski hokeista. reprezentant Rosji. Trener.

## Kariera zawodnicza
- CSK WWS Samara (1994–1995)
- Michigan K-Wings (1995–1998)
- Dallas Stars (1997–1999)
- Tampa Bay Lightning (1999–2001)
- Detroit Vipers (2001)
- Siewierstal Czerepowiec (2001–2004)
- Awangard Omsk (2004–2006)
- SKA Sankt Petersburg (2006–2011)
- Awangard Omsk (2011–2012)
- Awtomobilist Jekaterynburg (2012–2013)
- Awangard Omsk (2013)
- Awtomobilist Jekaterynburg (2013-2015)
- Awangard Omsk (2015-2016)
- Jugra Chanty-Mansyjsk (2016-2017)

Wychowanek Amuru Chabarowsk. W latach 1995–2001 grał w USA w ligach IHL i NHL. Następnie powrócił do Rosji i występował w rozgrywkach Superligi, a potem KHL. Od lipca 2013 ponownie zawodnik macierzystego klubu Awtomobilista Jekaterynburg. W klubie występował do końca sezonu KHL (2013/2014). Ponownie podpisał kontrakt w listopadzie 2014. W sierpniu 2015 został zdyskwalifikowany przez Rosyjską Agencję Antydopingową na okres sześciu miesięcy za naruszenie przepisów antydopingowych. Zwolniony z Awtomobilistu pod koniec listopada 2015. Wówczas został ponownie zawodnikiem Awangardu. Od maja 2016 zawodnik Jugry. Po sezonie KHL (2016/2017) w barwach tego zespołu zakończył karierę.
Uczestniczył w turniejach o mistrzostwach świata w 2002, 2003, 2005.

## Kariera trenerska
Od końca września 2017 asystent w sztabie trenerskim Jugry. W kwietniu 2018 ogłoszony menedżerem generalnym Jugry.

## Sukcesy
Reprezentacyjne
- Srebrny medal mistrzostw świata juniorów do lat 20: 1995
- Srebrny medal mistrzostw świata: 2002
- Brązowy medal mistrzostw świata: 2005

Klubowe
- Srebrny medal mistrzostw Rosji: 2003 z Siewierstalą Czerepowiec, 2006, 2012 z Awangardem Omsk
- Puchar Mistrzów: 2005 z Awangardem Omsk
- Puchar Spenglera: 2010 z SKA Sankt Petersburg

Indywidualne
- Superliga rosyjska w hokeju na lodzie (1994/1995):
  - Nagroda dla najlepszego pierwszoroczniaka Superligi (wspólnie z Aleksiejem Morozowem)
- Superliga rosyjska w hokeju na lodzie (2002/2003):
  - Złoty Kask (przyznawany sześciu zawodnikom wybranym do składu gwiazd sezonu)

Wyróżnienie
- Zasłużony Mistrz Sportu Rosji w hokeju na lodzie: 2002